# Paraechinus aethiopicus
Paraechinus aethiopicus là một loài động vật có vú trong họ Erinaceidae, bộ Erinaceomorpha. Loài này được Ehrenberg mô tả năm 1832.
Loài này được tìm thấy ở sa mạc Sahara, Algeria, Chad, Djibouti, Ai Cập, Eritrea, Iran, Iraq, Israel, Jordan, Kuwait, Libya, Mali, Mauritania, Morocco, Niger, Oman, Saudi Arabia, Somalia, Sudan, Syria, Tunisia, United Arab Emirates, Yemen, và có thể là Ethiopia.

## Hình ảnh

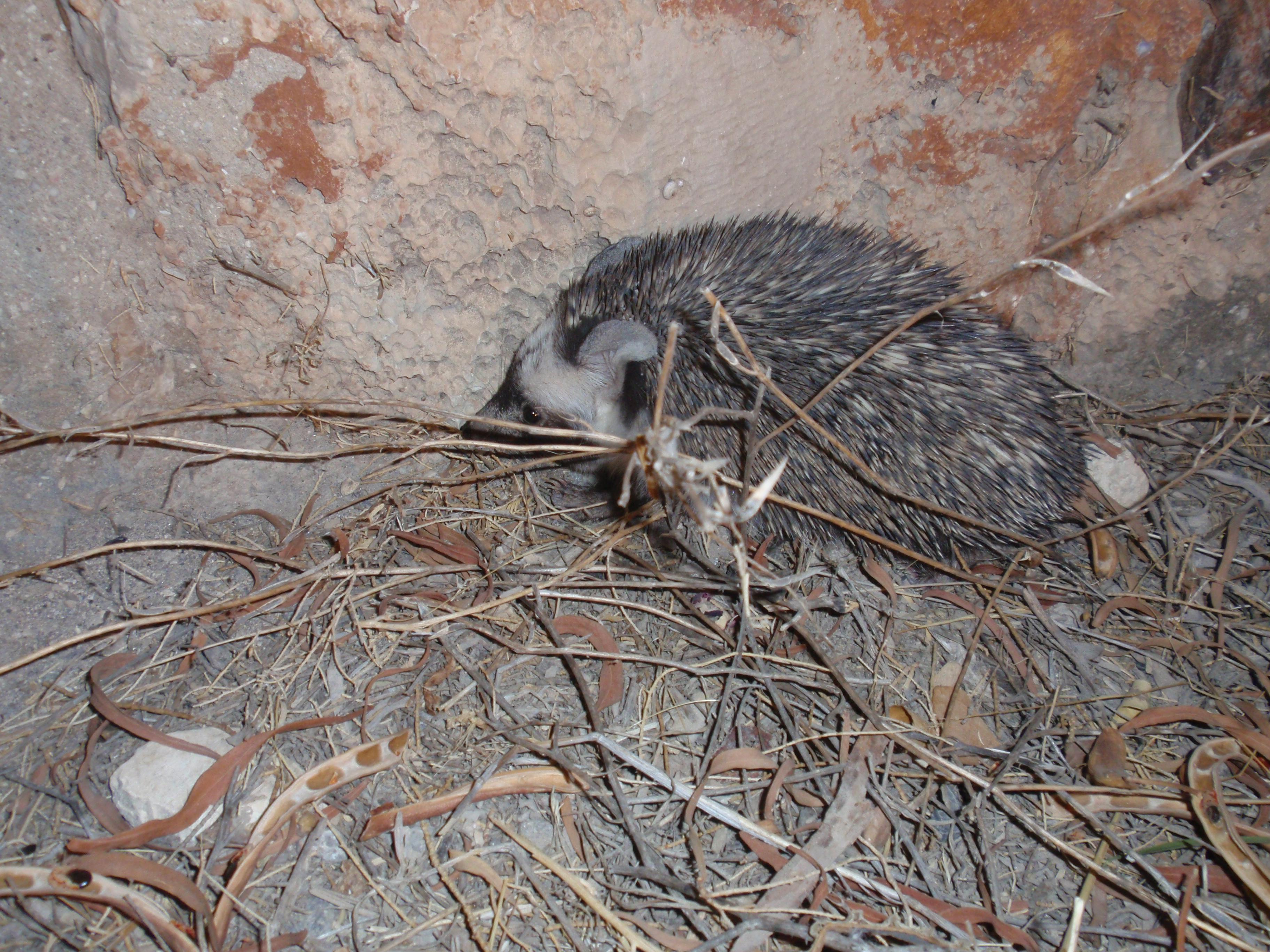